# نبرد سیزده طرف
نبرد سیزده طرف یا نبرد چاکرموت (انگلیسی: Battle of Chakirmaut) نبرد نهایی چنگیز خان در اتحاد قبایل مغول بود. تموجین با نیروهای ترکیبی ائتلاف قبایل به رهبری نایمان‌ها به رهبری تایانگ خان و پسرش کوچلک خان و رقیب خان مدعی جاموقا جنگید و شکست داد. تایانگ خان در نبرد جان باخت، کوچلک خان با نیروی کمی فرار کرد و جاموقا عقب‌نشینی کرد اما بعداً دستگیر و اعدام شد.